# Simon Helberg
Simon Maxwell Helberg (n. 9 decembrie 1980, Los Angeles, California, SUA) este un actor, comedian și muzician evreu american, cunoscut pentru rolul lui Howard Wolowitz din serialul Teoria Big Bang (2007-2019), pentru care a câștigat premiul Critics' Choice Television Award pentru cel mai bun actor în rol secundar într-un serial de comedie. A mai jucat și ca Cosmé McMoon în filmul Florence Foster Jenkins (2016), pentru care a fost nominalizat cu premiul Globul de Aur pentru cel mai bun actor în rol secundar - film.
Helberg a apărut în serialul de comedie de schițe MADtv și a mai jucat în filme precum Old School (2003), Good Night, and Good Luck (2005), Walk Hard: The Dewey Cox Story (2007), A Serious Man (2009) și Annette (2021). 

## Copilăria
Helberg s-a născut pe 9 decembrie 1980, în Los Angeles. Este fiul actorului Sandy Helberg și al directoarei de casting Harriet Helberg . A fost crescut ca evreu, "de la conservator la reformat, dar mai mult reformat pe măsură ce a trecut timpul."
Helberg a urmat gimnaziul și liceul la Crossroads School din Santa Monica, California, cu Jason Ritter, care mai târziu i-a devenit coleg de cameră la Universitatea din New York. A urmat cursurile Școlii de Arte Tisch a Universității din New York, unde s-a antrenat la Atlantic Theater Company.

## Carieră
De la începutul anilor 2000, Helberg a jucat împreună cu comediantul Derek Waters în duo-ul de comedie de schițe Derek & Simon. În 2007, cei doi au jucat împreună în Derek & Simon: The Show, o serie web pe care au creat-o împreună cu comediantul Bob Odenkirk pentru site-ul de comedie Super Deluxe. De asemenea, au realizat două scurtmetraje "Derek & Simon: The Pity Card" (cu Zach Galifianakis și Bill Hader) și "Derek & Simon: A Bee and a Cigarette" (cu Casey Wilson și Emily Rutherfurd) și au avut un contract pentru un pilot cu HBO în 2005. Una dintre primele slujbe ale lui Helberg în televiziune a fost aceea de a se alătura pentru scurt timp distribuției serialului MADtv pentru un sezon în 2002.
Helberg a apărut în filmul Van Wilder din 2002, în rolul unuia dintre studenții tocilari pentru care Van Wilder dădea o petrecere. El a avut un rol minor în filmul Old School din 2003. În 2004, a jucat în două episoade din Reno 911! Student șofer în "Raineesha X" și Hooker Buying Son în "Not Without My Mustache". A avut un rol mic în cel de-al șaselea episod din Quintuplets, "Get a Job", în rolul unui bărbat pe nume Neil care lucra în spatele tejghelei de la un magazin de pantofi unde lucrau Paige și Patton.  